# Finwë
Finwë je fiktivní postava z knih o Středozemi (především Silmarillionu) J. R. R. Tolkiena.

## Putování elfů na Západ
Finwë byl jedním ze tří vyslanců elfů (dalšími dvěma byli Ingwë a Elwë), které vzal Vala Oromë do Valinoru, aby viděli jeho nádheru a dosvědčili ji před ostatními elfy, kteří v té době žili u jezera zrození – Cuiviénen.
Po návratu všichni tři vyslanci mluvili pro odchod do Valinoru a podařilo se jim přesvědčit většinu svých příbuzných – Ti pozvání do Valinoru přijali a jsou dále známi jako Eldar.
Každý ze tří vyslanců vedl během putování jeden zástup Eldar – Ingwëho zástup (známý později jako Vanyar) a Finwëho zástup (známý později jako Noldor) absolvovaly cestu poměrně rychle. Elwëho zástup (později známý jako Teleri) byl největší a nejpomalejší, a byl veden dvěma pány – kromě Elwëho ještě jeho bratrem Olwëm.

## Finwëho děti
Po příchodu na Západ žili Noldor pod vedením Finwëho na pahorku Tirion, který k východu shlížel na moře směrem k Tol Eressëa – Osamělému ostrovu, kde měli své sídlo Teleri pod vedením Olwëho, na západ od něj se rozkládala Blažená říše Nesmrtelných – Aman, kde v té době ještě kvetly Stromy – zlatý Laurelin a stříbrný Telperion.
Zde se narodil prvorozený syn Finwëho – Fëanor, který později proslul jako největší z řemeslníků mezi elfy. Říká se, že jeho matku Míriel vyčerpalo zrození tohoto syna natolik, že ztratila veškerou radost ze života a jako první z Eldar odešla do Mandosových síní – místa, kde se shromažďují duše zemřelých elfů.
Finwë se později znovu oženil s Indis – příbuznou Ingwëho, krále Vanyar. S Indis měl další dva syny – Fingolfina a Finarfina a dcery Findis a Irien, známou též jako Lalwen. Většina pozdějších problémů Noldor (jejich vzpoura a vyhnání z Amanu, Beleriandské války) má prapůvod v tomto rozdílném původu synů Finwëho, především v žárlivosti Fëanora na své dva nevlastní bratry.

## Silmarily a Melkorova zloba
Fëanorovým vrcholným dílem byly silmarily - tři umělé drahokamy naplněné světlem Stromů. Po těchto klenotech zatoužil Melkor, který v té době žil v Amanu - nejprve jako vězeň, později svobodně, když vypršel jeho trest za předchozí zlé činy. Pomocí pomluv se mu podařilo znesvářit Fëanora s Fingolfinem natolik, že Fëanor tasil proti Fingolfinovi meč přímo v trůním sále Finwëho a byl za to odsouzen Valar k několika letům vyhnanství z Tirionu. Zbudoval si pevnost Formenos, do které odešel i se silmarily, Finwë pak odešel do tohoto vyhnanství dobrovolně se svým synem.
Melkorovi se brzy nato podařilo uprchnout z Amanu, na cestě zničit oba Stromy a dobýt Formenos, při jehož obraně Finwë zemřel.